# Colours in the Dark
Colours in the Dark – czwarty album studyjny fińskiej wokalistki Tarji Turunen. Wydawnictwo ukazało się 23 sierpnia 2013 w Finlandii. Album został zmiksowany przez Tima Palmera w Austin w Teksasie. 17 października 2013 zaczęła się Colours In The Dark World Tour, trasa promująca album.

## Lista utworów
1. „Victim of Ritual” Tarja Turunen, Anders Wollbeck, Mattias Lindblom – 5:54
2. „500 Letters” Johnny Lee Andrews, Tarja Turunen – 4:22
3. „Lucid Dreamer” Mattias Lindblom, Anders Wollbeck, Tarja Turunen – 7:28
4. „Never Enough” Tarja Turunen, Johnny Andrews – 5:20
5. „Mystique Voyage” Tarja Turunen – 7:14
6. „Darkness” Peter Gabriel (cover) – 5:38
7. „Deliverance” James Michael Dooley, Mattias Lindblom, Anders Wollbeck, Tarja Turunen – 7:27
8. „Neverlight” Jesper Strömblad, Mattias Lindblom, Anders Wollbeck, Tarja Turunen – 4:33
9. „Until Silence” Marko Saaresto, Olli Tukiainen, Markus Kaarlonen, Tarja Turunen – 5:03
10. „Medusa” (feat. Justin Furstenfeld) Bart Hendrickson, Angela Heldmann, Tarja Turunen – 8:12

## Twórcy
- Tarja Turunen – wokal, pianino
- Alex Scholpp, Julian Barrett – pierwsza gitara
- Kevin Chown, Doug Wimbish – gitara basowa
- Christian Kretschmar – instrumenty klawiszowe
- Mike Terrana – perkusja
- Max Lilja – wiolonczela

## Listy sprzedaży
| Lista                   | Kraj       | Pozycja |
| ----------------------- | ---------- | ------- |
| VG-lista                | Norwegia   | 29      |
| Ö3 Austria Top 40       | Austria    | 14      |
| OLiS                    | Polska     | 8       |
| Sverigetopplistan       | Szwecja    | 53      |
| Media Control Charts    | Niemcy     | 6       |
| Suomen virallinen lista | Finlandia  | 5       |
| Schweizer Hitparade     | Szwajcaria | 20      |